# Tournoi masculin de rugby à sept aux Jeux olympiques d'été de 2020
Cet article traite de l'épreuve masculine. Pour la compétition féminine, voir Tournoi féminin de rugby à sept aux Jeux olympiques d'été de 2020.
Navigation
Rio de Janeiro 2016 Paris 2024
Le tournoi masculin de rugby à sept des Jeux olympiques d'été de 2020 se déroule du 26 au 28 juillet 2021 au stade de Tokyo. C'est le second tournoi olympique de rugby à sept. L'équipe des Fidji conserve son titre en battant la Nouvelle-Zélande 27-12 en finale. La Nouvelle-Zélande remporte le titre féminin en dominant la France en finale. 

## Présentation

### Format
Douze équipes sont qualifiés et réparties en trois poules de quatre. Les deux premiers de chaque poule ainsi que les deux meilleurs troisième sont qualifiés en quart de finale. Les équipes s'affrontent sur une seule rencontre et la compétition prévoit des matchs de classement.
La compétition se déroule du 26 au 28 juillet 2021 et deux matchs par équipe sont joués chaque jour, un le matin et le second l'après-midi.

### Calendrier
| M | Matchs de poule | ¼ | Quarts de finale | ½ | Demi-finales | F | Finale |

| Horaires↓/Date → | 24 | 25 | 26 | 27 | 28 | 29 | 30 | 31 | 01 | 02 | 03 | 04 | 05 | 06 | 07 | 08 | 09 |
| ---------------- | -- | -- | -- | -- | -- | -- | -- | -- | -- | -- | -- | -- | -- | -- | -- | -- | -- |
| Matin            |    |    | M1 | M3 | ½  |    |    |    |    |    |    |    |    |    |    |    |    |
| Soir             |    |    | M2 | ¼  | F  |    |    |    |    |    |    |    |    |    |    |    |    |

## Participants

### Qualifications

Équipes qualifiées pour les tournois masculin et féminin
Équipes qualifiées pour le tournoi masculin
Équipes qualifiées pour le tournoi féminin

| Compétition                                 | Date             | Lieu          | Places | Qualifiés        |
| ------------------------------------------- | ---------------- | ------------- | ------ | ---------------- |
| Pays organisateur                           | 7 septembre 2013 | n.d.          | 1      | Japon            |
| World Rugby Sevens Series 2018-2019         | 9 juin 2019      | Multiple      | 4      | Fidji            |
| World Rugby Sevens Series 2018-2019         | 9 juin 2019      | Multiple      | 4      | États-Unis       |
| World Rugby Sevens Series 2018-2019         | 9 juin 2019      | Multiple      | 4      | Nouvelle-Zélande |
| World Rugby Sevens Series 2018-2019         | 9 juin 2019      | Multiple      | 4      | Afrique du Sud   |
| Tournoi de qualification sud-américain 2019 | 30 juin 2019     | Santiago      | 1      | Argentine        |
| Championnat d'Amérique du Nord 2019         | 7 juillet 2019   | George Town   | 1      | Canada           |
| Tournoi de qualification européen 2019      | 14 juillet 2019  | Colomiers     | 1      | Grande-Bretagne  |
| Championnat d'Océanie 2019                  | 9 novembre 2019  | Suva          | 1      | Australie        |
| Championnat d'Afrique 2019                  | 10 novembre 2019 | Johannesbourg | 1      | Kenya            |
| Tournoi de qualification asiatique 2019     | 24 novembre 2019 | Incheon       | 1      | Corée du Sud     |
| Tournoi de repêchage 2021                   | 20 juin 2021     | Monaco        | 1      | Irlande          |
| Total                                       |                  |               | 12     |                  |

## Compétition

### Premier tour

#### Groupe A
| Rang | Pays             | J | V | N | D | Pm | Pe  | Diff | Pts |
| ---- | ---------------- | - | - | - | - | -- | --- | ---- | --- |
| 1    | Nouvelle-Zélande | 3 | 3 | 0 | 0 | 99 | 31  | +68  | 9   |
| 2    | Argentine        | 3 | 2 | 0 | 1 | 99 | 54  | +45  | 7   |
| 3    | Australie        | 3 | 1 | 0 | 2 | 73 | 48  | +25  | 5   |
| 4    | Corée du Sud     | 3 | 0 | 0 | 3 | 10 | 148 | -138 | 3   |

| 26 juillet 2021 10 h 30 UTC+09:00 | Australie | 19 - 29 (0 - 24) | Argentine | Stade de Tokyo, Tokyo |
| 26 juillet 2021 10 h 30 UTC+09:00 | Rapport   |                  |           | Stade de Tokyo, Tokyo |
| 26 juillet 2021 10 h 30 UTC+09:00 |           |                  |           | Stade de Tokyo, Tokyo |

| 26 juillet 2021 17 h 30 UTC+09:00 | Nouvelle-Zélande | 35 - 14 (14 - 7) | Argentine | Stade de Tokyo, Tokyo |
| 26 juillet 2021 17 h 30 UTC+09:00 | Rapport          |                  |           | Stade de Tokyo, Tokyo |
| 26 juillet 2021 17 h 30 UTC+09:00 |                  |                  |           | Stade de Tokyo, Tokyo |

| 26 juillet 2021 18 h 0 UTC+09:00 | Australie | 42 - 5 (21 - 0) | Corée du Sud | Stade de Tokyo, Tokyo |
| 26 juillet 2021 18 h 0 UTC+09:00 | Rapport   |                 |              | Stade de Tokyo, Tokyo |
| 26 juillet 2021 18 h 0 UTC+09:00 |           |                 |              | Stade de Tokyo, Tokyo |

| 27 juillet 2021 10 h 0 UTC+09:00 | Argentine | 56 - 0 (28 - 0) | Corée du Sud | Stade de Tokyo, Tokyo |
| 27 juillet 2021 10 h 0 UTC+09:00 |           |                 |              | Stade de Tokyo, Tokyo |
| 27 juillet 2021 10 h 0 UTC+09:00 |           |                 |              | Stade de Tokyo, Tokyo |

| 27 juillet 2021 10 h 30 UTC+09:00 | Nouvelle-Zélande | 14 - 12 (0 - 12) | Australie | Stade de Tokyo, Tokyo |
| 27 juillet 2021 10 h 30 UTC+09:00 |                  |                  |           | Stade de Tokyo, Tokyo |
| 27 juillet 2021 10 h 30 UTC+09:00 |                  |                  |           | Stade de Tokyo, Tokyo |

#### Groupe B
| Rang | Pays            | J | V | N | D | Pm | Pe | Diff | Pts |
| ---- | --------------- | - | - | - | - | -- | -- | ---- | --- |
| 1    | Fidji           | 3 | 3 | 0 | 0 | 85 | 40 | +45  | 9   |
| 2    | Grande-Bretagne | 3 | 2 | 0 | 1 | 65 | 33 | +32  | 7   |
| 3    | Canada          | 3 | 1 | 0 | 2 | 50 | 64 | -14  | 5   |
| 4    | Japon           | 3 | 0 | 0 | 3 | 31 | 94 | -63  | 3   |

| 26 juillet 2021 9 h 0 UTC+09:00 | Fidji   | 24 - 19 (12 - 14) | Japon | Stade de Tokyo, Tokyo |
| 26 juillet 2021 9 h 0 UTC+09:00 | Rapport |                   |       | Stade de Tokyo, Tokyo |
| 26 juillet 2021 9 h 0 UTC+09:00 |         |                   |       | Stade de Tokyo, Tokyo |

| 26 juillet 2021 9 h 30 UTC+09:00 | Grande-Bretagne | 24 - 0 (7 - 0) | Canada | Stade de Tokyo, Tokyo |
| 26 juillet 2021 9 h 30 UTC+09:00 | Rapport         |                |        | Stade de Tokyo, Tokyo |
| 26 juillet 2021 9 h 30 UTC+09:00 |                 |                |        | Stade de Tokyo, Tokyo |

| 26 juillet 2021 16 h 30 UTC+09:00 | Grande-Bretagne | 34 - 0 (17 - 0) | Japon | Stade de Tokyo, Tokyo |
| 26 juillet 2021 16 h 30 UTC+09:00 | Rapport         |                 |       | Stade de Tokyo, Tokyo |
| 26 juillet 2021 16 h 30 UTC+09:00 |                 |                 |       | Stade de Tokyo, Tokyo |

| 26 juillet 2021 17 h 0 UTC+09:00 | Fidji   | 28 - 14 (14 - 7) | Canada | Stade de Tokyo, Tokyo |
| 26 juillet 2021 17 h 0 UTC+09:00 | Rapport |                  |        | Stade de Tokyo, Tokyo |
| 26 juillet 2021 17 h 0 UTC+09:00 |         |                  |        | Stade de Tokyo, Tokyo |

| 27 juillet 2021 9 h 0 UTC+09:00 | Canada | 36 - 12 (19 - 0) | Japon | Stade de Tokyo, Tokyo |
| 27 juillet 2021 9 h 0 UTC+09:00 |        |                  |       | Stade de Tokyo, Tokyo |
| 27 juillet 2021 9 h 0 UTC+09:00 |        |                  |       | Stade de Tokyo, Tokyo |

| 27 juillet 2021 9 h 30 UTC+09:00 | Fidji | 33 - 7 (19 - 0) | Grande-Bretagne | Stade de Tokyo, Tokyo |
| 27 juillet 2021 9 h 30 UTC+09:00 |       |                 |                 | Stade de Tokyo, Tokyo |
| 27 juillet 2021 9 h 30 UTC+09:00 |       |                 |                 | Stade de Tokyo, Tokyo |

#### Groupe C
| Rang | Pays           | J | V | N | D | Pm | Pe | Diff | Pts |
| ---- | -------------- | - | - | - | - | -- | -- | ---- | --- |
| 1    | Afrique du Sud | 3 | 3 | 0 | 0 | 64 | 31 | +33  | 9   |
| 2    | États-Unis     | 3 | 2 | 0 | 1 | 50 | 48 | +2   | 7   |
| 3    | Irlande        | 3 | 1 | 0 | 2 | 43 | 59 | -16  | 5   |
| 4    | Kenya          | 3 | 0 | 0 | 3 | 26 | 45 | -19  | 3   |

| 26 juillet 2021 11 h 0 UTC+09:00 | Afrique du Sud | 33 - 14 (14 - 7) | Irlande | Stade de Tokyo, Tokyo |
| 26 juillet 2021 11 h 0 UTC+09:00 | Rapport        |                  |         | Stade de Tokyo, Tokyo |
| 26 juillet 2021 11 h 0 UTC+09:00 |                |                  |         | Stade de Tokyo, Tokyo |

| 26 juillet 2021 11 h 30 UTC+09:00 | États-Unis | 19 - 14 (12 - 7) | Kenya | Stade de Tokyo, Tokyo |
| 26 juillet 2021 11 h 30 UTC+09:00 | Rapport    |                  |       | Stade de Tokyo, Tokyo |
| 26 juillet 2021 11 h 30 UTC+09:00 |            |                  |       | Stade de Tokyo, Tokyo |

| 26 juillet 2021 18 h 30 UTC+09:00 | États-Unis | 19 - 17 (12 - 5) | Irlande | Stade de Tokyo, Tokyo |
| 26 juillet 2021 18 h 30 UTC+09:00 | Rapport    |                  |         | Stade de Tokyo, Tokyo |
| 26 juillet 2021 18 h 30 UTC+09:00 |            |                  |         | Stade de Tokyo, Tokyo |

| 26 juillet 2021 19 h 0 UTC+09:00 | Afrique du Sud | 14 - 5 (14 - 5) | Kenya | Stade de Tokyo, Tokyo |
| 26 juillet 2021 19 h 0 UTC+09:00 | Rapport        |                 |       | Stade de Tokyo, Tokyo |
| 26 juillet 2021 19 h 0 UTC+09:00 |                |                 |       | Stade de Tokyo, Tokyo |

| 27 juillet 2021 11 h 0 UTC+09:00 | Kenya | 7 - 12 (0 - 12) | Irlande | Stade de Tokyo, Tokyo |
| 27 juillet 2021 11 h 0 UTC+09:00 |       |                 |         | Stade de Tokyo, Tokyo |
| 27 juillet 2021 11 h 0 UTC+09:00 |       |                 |         | Stade de Tokyo, Tokyo |

| 27 juillet 2021 11 h 30 UTC+09:00 | Afrique du Sud | 17 - 12 (5 - 5) | États-Unis | Stade de Tokyo, Tokyo |
| 27 juillet 2021 11 h 30 UTC+09:00 |                |                 |            | Stade de Tokyo, Tokyo |
| 27 juillet 2021 11 h 30 UTC+09:00 |                |                 |            | Stade de Tokyo, Tokyo |

#### Bilan des équipes troisièmes de leur groupe
| Rang | Pays      | J | V | N | D | Pm | Pe | Diff | Pts |
| ---- | --------- | - | - | - | - | -- | -- | ---- | --- |
| 1    | Australie | 3 | 1 | 0 | 2 | 73 | 48 | +25  | 5   |
| 2    | Canada    | 3 | 1 | 0 | 2 | 50 | 64 | -14  | 5   |
| 3    | Irlande   | 3 | 1 | 0 | 2 | 43 | 59 | -16  | 5   |

### Phase finale

#### Médailles
|  | Quarts de finale           | Quarts de finale           |                            |                            | Demi-finales               | Demi-finales               |    |  | Finale                  | Finale                  |
|  | Quarts de finale           | Quarts de finale           |                            |                            | Demi-finales               | Demi-finales               |    |  | Finale                  | Finale                  |
|  |                            |                            |                            |                            |                            |                            |    |  |                         |                         |
|  | 27 juillet à 17 h 30 UTC+9 | 27 juillet à 17 h 30 UTC+9 |                            |                            | 28 juillet à 14 h 30 UTC+9 | 28 juillet à 14 h 30 UTC+9 |    |  | 28 juillet à 19 h UTC+9 | 28 juillet à 19 h UTC+9 |
|  | 27 juillet à 17 h 30 UTC+9 | 27 juillet à 17 h 30 UTC+9 |                            |                            | 28 juillet à 14 h 30 UTC+9 | 28 juillet à 14 h 30 UTC+9 |    |  | 28 juillet à 19 h UTC+9 | 28 juillet à 19 h UTC+9 |
|  | Nouvelle-Zélande           | 21                         |                            |                            | 28 juillet à 14 h 30 UTC+9 | 28 juillet à 14 h 30 UTC+9 |    |  | 28 juillet à 19 h UTC+9 | 28 juillet à 19 h UTC+9 |
|  | Nouvelle-Zélande           | 21                         |                            |                            | 28 juillet à 14 h 30 UTC+9 | 28 juillet à 14 h 30 UTC+9 |    |  | 28 juillet à 19 h UTC+9 | 28 juillet à 19 h UTC+9 |
|  | Canada                     | 10                         |                            |                            | 28 juillet à 14 h 30 UTC+9 | 28 juillet à 14 h 30 UTC+9 |    |  | 28 juillet à 19 h UTC+9 | 28 juillet à 19 h UTC+9 |
|  | Canada                     | 10                         | Nouvelle-Zélande           | 29                         |                            |                            |    |  | 28 juillet à 19 h UTC+9 | 28 juillet à 19 h UTC+9 |
|  | 27 juillet à 18 h 0 UTC+9  |                            | Nouvelle-Zélande           | 29                         |                            |                            |    |  | 28 juillet à 19 h UTC+9 | 28 juillet à 19 h UTC+9 |
|  |                            | Grande-Bretagne            | 7                          |                            |                            |                            |    |  | 28 juillet à 19 h UTC+9 | 28 juillet à 19 h UTC+9 |
|  | Grande-Bretagne            | Grande-Bretagne            | 7                          | 26                         |                            |                            |    |  | 28 juillet à 19 h UTC+9 | 28 juillet à 19 h UTC+9 |
|  | Grande-Bretagne            |                            |                            | 26                         |                            |                            |    |  | 28 juillet à 19 h UTC+9 | 28 juillet à 19 h UTC+9 |
|  | États-Unis                 | 21                         |                            |                            |                            |                            |    |  | 28 juillet à 19 h UTC+9 | 28 juillet à 19 h UTC+9 |
|  | États-Unis                 | 21                         | Nouvelle-Zélande           | 12                         |                            |                            |    |  |                         |                         |
|  | 27 juillet à 18 h 30 UTC+9 |                            | Nouvelle-Zélande           | 12                         |                            |                            |    |  |                         |                         |
|  |                            | Fidji                      | 27                         |                            |                            |                            |    |  |                         |                         |
|  | Afrique du Sud             | Fidji                      | 27                         | 14                         |                            |                            |    |  |                         |                         |
|  | Afrique du Sud             | 28 juillet à 15 h UTC+9    |                            | 14                         |                            |                            |    |  |                         |                         |
|  | Argentine                  | 19                         |                            |                            |                            |                            |    |  |                         |                         |
|  | Argentine                  | 19                         | Argentine                  | 14                         |                            |                            |    |  |                         |                         |
|  | 27 juillet à 19 h 0 UTC+9  | 27 juillet à 19 h 0 UTC+9  | Argentine                  | 14                         | Médaille de bronze         | Médaille de bronze         |    |  |                         |                         |
|  | 27 juillet à 19 h 0 UTC+9  | 27 juillet à 19 h 0 UTC+9  |                            | Fidji                      | Médaille de bronze         | Médaille de bronze         | 24 |  |                         |                         |
|  | Fidji                      | 19                         | 28 juillet à 18 h 30 UTC+9 | 28 juillet à 18 h 30 UTC+9 |                            |                            | 24 |  |                         |                         |
|  | Fidji                      | 19                         | 28 juillet à 18 h 30 UTC+9 | 28 juillet à 18 h 30 UTC+9 |                            |                            |    |  |                         |                         |
|  | Australie                  | 0                          |                            | Grande-Bretagne            | 12                         |                            |    |  |                         |                         |
|  | Australie                  | 0                          |                            | Grande-Bretagne            | 12                         |                            |    |  |                         |                         |
|  |                            |                            |                            |                            |                            |                            |    |  | Argentine               | 17                      |
|  |                            |                            |                            |                            |                            |                            |    |  | Argentine               | 17                      |

Quarts de finale
| 27 juillet 2021 17 h 30 UTC+9 | Nouvelle-Zélande | 21 - 10 | Canada | Stade de Tokyo, Tokyo |
| 27 juillet 2021 17 h 30 UTC+9 |                  |         |        | Stade de Tokyo, Tokyo |
| 27 juillet 2021 17 h 30 UTC+9 |                  |         |        | Stade de Tokyo, Tokyo |

| 27 juillet 2021 18 h 0 UTC+9 | Grande-Bretagne | 26 - 21 | États-Unis | Stade de Tokyo, Tokyo |
| 27 juillet 2021 18 h 0 UTC+9 |                 |         |            | Stade de Tokyo, Tokyo |
| 27 juillet 2021 18 h 0 UTC+9 |                 |         |            | Stade de Tokyo, Tokyo |

| 27 juillet 2021 18 h 30 UTC+9 | Afrique du Sud | 14 - 19 | Argentine | Stade de Tokyo, Tokyo |
| 27 juillet 2021 18 h 30 UTC+9 |                |         |           | Stade de Tokyo, Tokyo |
| 27 juillet 2021 18 h 30 UTC+9 |                |         |           | Stade de Tokyo, Tokyo |

| 27 juillet 2021 19 h 0 UTC+9 | Fidji | 19 - 0 | Australie | Stade de Tokyo, Tokyo |
| 27 juillet 2021 19 h 0 UTC+9 |       |        |           | Stade de Tokyo, Tokyo |
| 27 juillet 2021 19 h 0 UTC+9 |       |        |           | Stade de Tokyo, Tokyo |

Demi-finales
| 28 juillet 2021 11 h 0 UTC+9 | Nouvelle-Zélande | 29 - 7 | Grande-Bretagne | Stade de Tokyo, Tokyo |
| 28 juillet 2021 11 h 0 UTC+9 |                  |        |                 | Stade de Tokyo, Tokyo |
| 28 juillet 2021 11 h 0 UTC+9 |                  |        |                 | Stade de Tokyo, Tokyo |

| 28 juillet 2021 11 h 30 UTC+9 | Argentine | 14 - 24 | Fidji | Stade de Tokyo, Tokyo |
| 28 juillet 2021 11 h 30 UTC+9 |           |         |       | Stade de Tokyo, Tokyo |
| 28 juillet 2021 11 h 30 UTC+9 |           |         |       | Stade de Tokyo, Tokyo |

Match pour la médaille de bronze
| 28 juillet 2021 17 h 30 UTC+9 | Grande-Bretagne | 12 - 17 (5 - 12) | Argentine | Stade de Tokyo, Tokyo |
| 28 juillet 2021 17 h 30 UTC+9 |                 |                  |           | Stade de Tokyo, Tokyo |
| 28 juillet 2021 17 h 30 UTC+9 |                 |                  |           | Stade de Tokyo, Tokyo |

Finale
| 28 juillet 2021 18 h 0 UTC+9 | Nouvelle-Zélande | 12 - 27 (12 - 19) | Fidji | Stade de Tokyo, Tokyo |
| 28 juillet 2021 18 h 0 UTC+9 |                  |                   |       | Stade de Tokyo, Tokyo |
| 28 juillet 2021 18 h 0 UTC+9 |                  |                   |       | Stade de Tokyo, Tokyo |

#### Cinquième place
|  | Demi-finales               | Demi-finales              |            |    | 5e place                  | 5e place                  |
|  | Demi-finales               | Demi-finales              |            |    | 5e place                  | 5e place                  |
|  |                            |                           |            |    |                           |                           |
|  | 28 juillet à 10 h 0 UTC+9  | 28 juillet à 10 h 0 UTC+9 |            |    | 28 juillet à 17 h 0 UTC+9 | 28 juillet à 17 h 0 UTC+9 |
|  | 28 juillet à 10 h 0 UTC+9  | 28 juillet à 10 h 0 UTC+9 |            |    | 28 juillet à 17 h 0 UTC+9 | 28 juillet à 17 h 0 UTC+9 |
|  | Canada                     | 14                        |            |    | 28 juillet à 17 h 0 UTC+9 | 28 juillet à 17 h 0 UTC+9 |
|  | Canada                     | 14                        |            |    | 28 juillet à 17 h 0 UTC+9 | 28 juillet à 17 h 0 UTC+9 |
|  | États-Unis                 | 21                        |            |    | 28 juillet à 17 h 0 UTC+9 | 28 juillet à 17 h 0 UTC+9 |
|  | États-Unis                 | 21                        | États-Unis | 7  |                           |                           |
|  | 28 juillet à 10 h 30 UTC+9 |                           | États-Unis | 7  |                           |                           |
|  |                            | Afrique du Sud            | 28         |    |                           |                           |
|  | Afrique du Sud             | Afrique du Sud            | 28         | 22 |                           |                           |
|  | Afrique du Sud             |                           |            | 22 |                           |                           |
|  | Australie                  | 19                        |            |    |                           |                           |
|  | Australie                  | 19                        | 7e place   |    |                           |                           |
|  |                            |                           |            |    |                           |                           |
|  | 28 juillet à 16 h 30 UTC+9 |                           |            |    |                           |                           |
|  |                            |                           |            |    |                           |                           |
|  | Canada                     | 7                         |            |    |                           |                           |
|  | Canada                     | 7                         |            |    |                           |                           |
|  | Australie                  | 28                        |            |    |                           |                           |
|  | Australie                  | 28                        |            |    |                           |                           |

Demi-finales
| 28 juillet 2021 10 h 0 UTC+9 | Canada | 14 - 21 | États-Unis | Stade de Tokyo, Tokyo |
| 28 juillet 2021 10 h 0 UTC+9 |        |         |            | Stade de Tokyo, Tokyo |
| 28 juillet 2021 10 h 0 UTC+9 |        |         |            | Stade de Tokyo, Tokyo |

| 28 juillet 2021 10 h 30 UTC+9 | Afrique du Sud | 22 - 19 | Australie | Stade de Tokyo, Tokyo |
| 28 juillet 2021 10 h 30 UTC+9 |                |         |           | Stade de Tokyo, Tokyo |
| 28 juillet 2021 10 h 30 UTC+9 |                |         |           | Stade de Tokyo, Tokyo |

Match pour la 7e place
| 28 juillet 2021 16 h 30 UTC+9 | Canada | 7 - 26 | Australie | Stade de Tokyo, Tokyo |
| 28 juillet 2021 16 h 30 UTC+9 |        |        |           | Stade de Tokyo, Tokyo |
| 28 juillet 2021 16 h 30 UTC+9 |        |        |           | Stade de Tokyo, Tokyo |

Match pour la 5e place
| 28 juillet 2021 17 h 0 UTC+9 | États-Unis | 7 - 26 | Afrique du Sud | Stade de Tokyo, Tokyo |
| 28 juillet 2021 17 h 0 UTC+9 |            |        |                | Stade de Tokyo, Tokyo |
| 28 juillet 2021 17 h 0 UTC+9 |            |        |                | Stade de Tokyo, Tokyo |

#### Neuvième place
|  | Demi-finales               | Demi-finales               |           |    | 9e place                  | 9e place                  |
|  | Demi-finales               | Demi-finales               |           |    | 9e place                  | 9e place                  |
|  |                            |                            |           |    |                           |                           |
|  | 27 juillet à 16 h 30 UTC+9 | 27 juillet à 16 h 30 UTC+9 |           |    | 28 juillet à 9 h 30 UTC+9 | 28 juillet à 9 h 30 UTC+9 |
|  | 27 juillet à 16 h 30 UTC+9 | 27 juillet à 16 h 30 UTC+9 |           |    | 28 juillet à 9 h 30 UTC+9 | 28 juillet à 9 h 30 UTC+9 |
|  | Irlande                    | 31                         |           |    | 28 juillet à 9 h 30 UTC+9 | 28 juillet à 9 h 30 UTC+9 |
|  | Irlande                    | 31                         |           |    | 28 juillet à 9 h 30 UTC+9 | 28 juillet à 9 h 30 UTC+9 |
|  | Corée du Sud               | 0                          |           |    | 28 juillet à 9 h 30 UTC+9 | 28 juillet à 9 h 30 UTC+9 |
|  | Corée du Sud               | 0                          | Irlande   | 0  |                           |                           |
|  | 27 juillet à 17 h 0 UTC+9  |                            | Irlande   | 0  |                           |                           |
|  |                            | Kenya                      | 22        |    |                           |                           |
|  | Kenya                      | Kenya                      | 22        | 21 |                           |                           |
|  | Kenya                      |                            |           | 21 |                           |                           |
|  | Japon                      | 7                          |           |    |                           |                           |
|  | Japon                      | 7                          | 11e place |    |                           |                           |
|  |                            |                            |           |    |                           |                           |
|  | 28 juillet à 9 h 0 UTC+9   |                            |           |    |                           |                           |
|  |                            |                            |           |    |                           |                           |
|  | Corée du Sud               | 19                         |           |    |                           |                           |
|  | Corée du Sud               | 19                         |           |    |                           |                           |
|  | Japon                      | 31                         |           |    |                           |                           |
|  | Japon                      | 31                         |           |    |                           |                           |

Demi-finales
| 27 juillet 2021 16 h 30 UTC+9 | Irlande | 31 - 0 | Corée du Sud | Stade de Tokyo, Tokyo |
| 27 juillet 2021 16 h 30 UTC+9 |         |        |              | Stade de Tokyo, Tokyo |
| 27 juillet 2021 16 h 30 UTC+9 |         |        |              | Stade de Tokyo, Tokyo |

| 27 juillet 2021 17 h 0 UTC+9 | Kenya | 21 - 7 | Japon | Stade de Tokyo, Tokyo |
| 27 juillet 2021 17 h 0 UTC+9 |       |        |       | Stade de Tokyo, Tokyo |
| 27 juillet 2021 17 h 0 UTC+9 |       |        |       | Stade de Tokyo, Tokyo |

Match pour la 11e place
| 28 juillet 2021 9 h 0 UTC+9 | Corée du Sud | 19 - 31 | Japon | Stade de Tokyo, Tokyo |
| 28 juillet 2021 9 h 0 UTC+9 |              |         |       | Stade de Tokyo, Tokyo |
| 28 juillet 2021 9 h 0 UTC+9 |              |         |       | Stade de Tokyo, Tokyo |

Match pour la 9e place
| 28 juillet 2021 9 h 30 UTC+9 | Irlande | 0 - 22 | Kenya | Stade de Tokyo, Tokyo |
| 28 juillet 2021 9 h 30 UTC+9 |         |        |       | Stade de Tokyo, Tokyo |
| 28 juillet 2021 9 h 30 UTC+9 |         |        |       | Stade de Tokyo, Tokyo |

## Bilan

### Classement complet
| Rang | Équipe           |
| ---- | ---------------- |
| 1    | Fidji            |
| 2    | Nouvelle-Zélande |
| 3    | Argentine        |
| 4    | Grande-Bretagne  |
| 5    | Afrique du Sud   |
| 6    | États-Unis       |
| 7    | Australie        |
| 8    | Canada           |
| 9    | Kenya            |
| 10   | Irlande          |
| 11   | Japon            |
| 12   | Corée du Sud     |